# Портативна гіпербарокамера

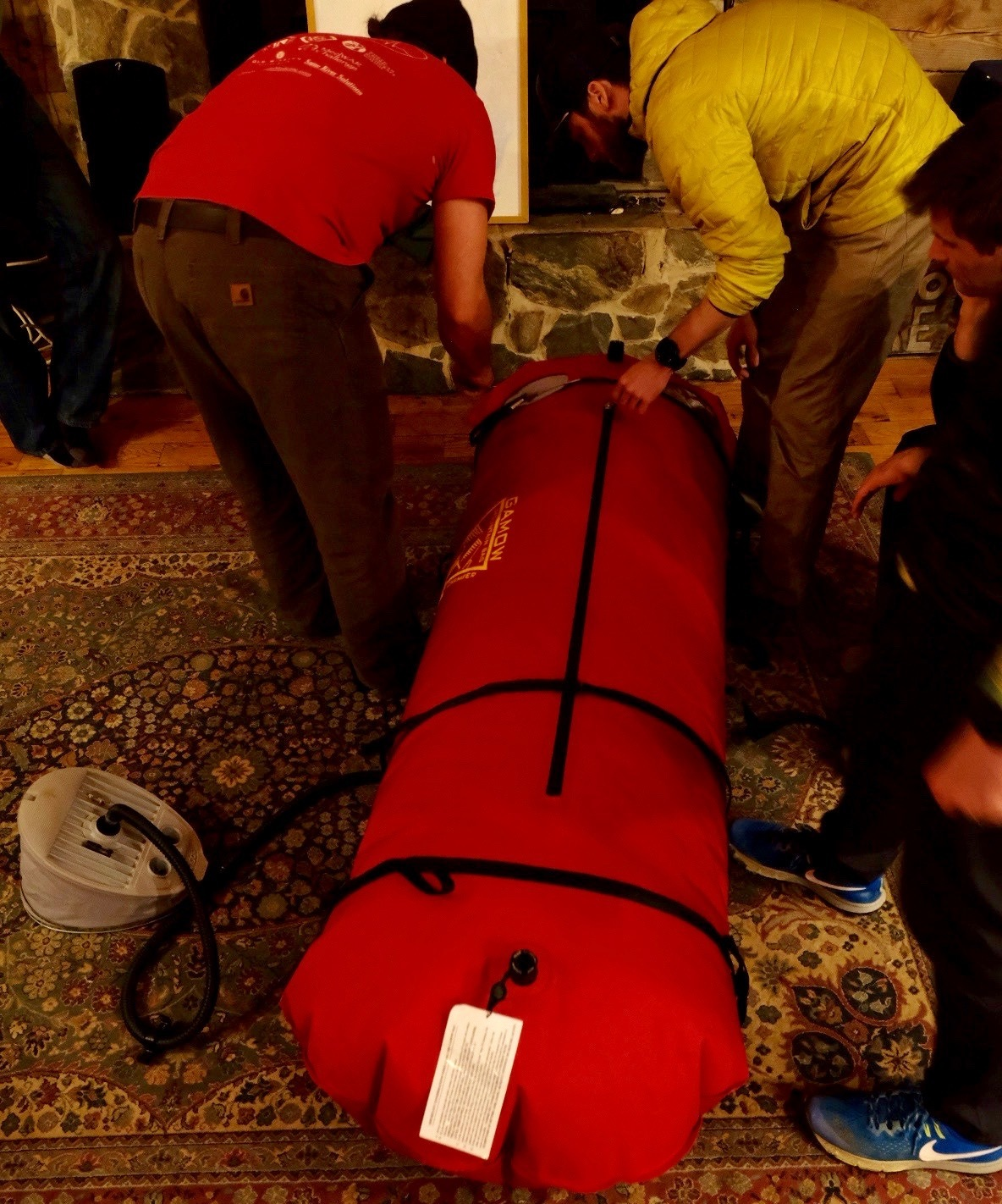
Студенти-медики демонструють використання портативної гіпербарокамери.

Портативна (гіпер)барокамера, (гіпер)баричний мішок, (гіпер)барична сумка, часто називається сумкою Гамова або мішком Гамова (за назвою першої з марок) — пристрій для лікування гострої гірської хвороби шляхом піддання пацієнта впливу тиску повітря, вищого за оточуючий атмосферний тиск.

## Принцип дії
Це надувний герметичний контейнер, достатньо великий, щоб вмістити лежачу людину. Пацієнта повністю розміщують усередині мішка, який потім закривають. Накачуючи мішок за допомогою ножного насосу, внутрішній тиск збільшують до рівня, фізіологічно рівного такому, який відчував би пацієнт, якби його спустили на меншу висоту. Ступінь імітованого спуску залежить не лише від досягнутого надлишкового тиску, але й від висоти над рівнем моря, оскільки зниження тиску повітря не є лінійним з висотою. Тому на більших висотах можна імітувати більший спуск. Наприклад, при надлишковому тиску 200 мілібар на висоті 4000 метрів можна досягти тиску повітря, еквівалентного 1650 метрам; на висоті 6000 метрів можна імітувати спуск на 3100 метрів, а на висоті 8000 метрів — на 4500 метрів.
Покращене постачання кисню завдяки підвищеному парціальному тиску кисню всередині призводить до покращення симптомів гострої гірської хвороби, висотного набряку легень та висотного набряку мозку.

## Особливості застосування
Найкращим вибором при лікуванні гірської хвороби завжди є фізичний спуск постраждалого на нижчу висоту. Портативна барокамера використовується лише тоді, коли спуск неможливий, зокрема через поганий стан пацієнта. Баричні мішки завдяки своїй компактності доступні у високогірних притулках, під час великих експедицій їх можна брати з собою. Однак, під час невеликих експедицій або трекінгу носіння баричних мішків рідко зустрічається через їхню велику вагу та високу вартість.
Єдиним чітким протипоказанням для застосування гіпербаричної терапії є зупинка дихання та кровообігу.
Для правильного застосування гіпербаричного мішка потрібне навчання не тільки тих, хто надаватиме допомогу, але й самого пацієнта — наприклад, щоб уникнути клаустрофобних станів.
Під час підготовки до лікування необхідно звертати увагу на збалансовану терморегуляцію: слід уникати як переохолодження в холодному гірському повітрі, так і перегрівання на сонці, а одяг пацієнта повинен бути здатним витримувати підвищення вологості в мішку. Перед тим, як помістити пацієнта до барокамери, необхідно вирівняти його тиск. У випадку заблокованої євстахієвої труби рекомендується використовувати назальні краплі для зменшення набряку слизової оболонки носа та полегшення регулювання тиску. Потім мішок розправляють, пацієнта зі злегка піднятою головою, кладуть всередину і надувають мішок, доки повітря не почне виходити через клапани скидання тиску.
Коли пацієнт перебуває всередині мішка, необхідно постійно відкачувати повітря, щоб забезпечити достатній приплив усередину свіжого повітря. Подібна робота на великих висотах може створювати значне навантаження на тих, хто її здійснюватиме, тому для цього зазвичай потрібно кілька стійких та досвідчених рятувальників. Транспортування пацієнта у камері складне і часто взагалі неможливе. Під час лікування барокамерою необхідно контролювати стан пацієнта через оглядове віконце.
Зазвичай пацієнт залишається в мішку приблизно від однієї до максимум двох годин, після чого слід повільно випустити повітря і повторно оцінити стан пацієнта. Цього часу часто достатньо для того, щоб симптоми значно послабшали. Пацієнта слід спустити на нижчу висоту якомога швидше, оскільки ефект від терапії барокамерою зазвичай триває недовго. За необхідності лікування можна повторити.

## Варіанти конструкції та моделі
Перша мобільна барокамера для лікування гострої гірської хвороби була представлена в Німеччині в 1919 році. Однак лише в 1988 році Ігор Гамов з університету Колорадо представив першу портативну гіпербаричну камеру в сучасному розумінні.
Мішок Гамова, названий на честь його винахідника, має циліндричну форму, виготовлений з герметичної нейлонової тканини та має поздовжню змійку для входу та виходу. Візуальний контакт з пацієнтом здійснюється через бічні оглядові віконця.
Два запобіжні клапани обмежують надлишковий тиск до 138 мБар. Вага мішка становить 7 кг.
Французький Certec-Sack, важить 4,8 кг і стабільніший за сумку Гамова завдяки своїй подвійній оболонці. Максимальний тиск вищий (220 мбар) для полегшення застібання є бічна змійка.
Австралійська Portable Altitude Chamber (PAC) виготовлена з тканини з покриттям і вважається найдешевшою з портативних барокамер. Вона дещо місткіша та легкодоступна завдяки блискавці по периметру. Максимальний надлишковий тиск становить 138 мбар, але за потреби його можна знизити (наприклад, якщо виникають проблеми з вирівнюванням тиску через закупорку євстахієвої труби).